# 高仁
高仁（1481年—？），字□暘，福建興化府莆田縣人，鹽籍，明朝政治人物。

## 生平
正德五年（1510年）庚午科福建鄉試第四十二名舉人。正德六年（1511年）中式辛未科會試第一百四十八名，登第三甲第三十六名進士。

## 家族
曾祖高永齡；祖父高體賢；父高伯紹，母陳氏。重庆下。